# Hervé Palud
Pour les articles homonymes, voir Palud.
Hervé Palud est un réalisateur et scénariste français né le 14 avril 1953 à Paris. Il a commencé sa carrière comme comédien puis est devenu scénariste et réalisateur.
Il est le père de la réalisatrice Jessica Palud.

## Filmographie
Sauf indication contraire, les informations mentionnées dans cette section peuvent être confirmées par les bases de données cinématographiques IMDb et Allociné,  présentes dans la section « Liens externes ».

### Comme acteur
- 1977 : Faits divers (série télévisée), épisode Le béton est armé : Dédé
- 1977 : Délectations de Jean Luret : Damis
- 1977 : Lâche-moi les valseuses d'Alain Nauroy : Hervé
- 1977 : Donne ta langue au chat de Jean Luret : le plombier
- 1977 : Marche pas sur mes lacets de Max Pécas
- 1978 : Au théâtre ce soir : Un ménage en or de Jean Valmy et Marc Cab, mise en scène Maurice Ducasse, réalisation Pierre Sabbagh, théâtre Marigny : Freddy
- 1978 : Comment se faire réformer de Philippe Clair : René
- 1978 : Les réformés se portent bien de Philippe Clair : René
- 1979 : Ces flics étranges venus d'ailleurs de Philippe Clair : le costaud
- 1979 : Gros-Câlin de Jean-Pierre Rawson : le garçon du bureau
- 1979 : Rien ne va plus de Jean-Michel Ribes : un voyageur du métro
- 1980 : Médecin de nuit (série télévisée) de Bruno Gantillon, épisode Légitime Défense : Phil
- 1980 : Un jour un tueur de Serge Korber : le petit ami de Sylvie
- 1989 : Palace (série télévisée) de Jean-Michel Ribes, 1 épisode : Père Rabiot, le paysan dans le matelas
- 1994 : Un Indien dans la ville : l'homme aux écouteurs[réf. nécessaire]

### Comme réalisateur

#### Cinéma
- 1981 : Du blues dans la tête
- 1984 : Jacques Mesrine : profession ennemi public (documentaire)
- 1986 : Les Frères Pétard
- 1991 : Les Secrets professionnels du docteur Apfelglück
- 1992 : La Gamine
- 1994 : Un Indien dans la ville
- 1998 : Mookie
- 2004 : Albert est méchant

#### Télévision
- 1988 : Sueurs froides (série télévisée), épisodes Dernier Week-end et Le Chat et la Souris
- 1989 : David Lansky  (série télévisée), 4 épisodes

#### Clips
- 1989 : Mirador, chanson de Johnny Hallyday
- 1991 : Diego libre dans sa tête, chanson de Johnny Hallyday

### Comme scénariste

#### Cinéma
Il est scénariste de tous les films de cinéma qu'il a réalisés, à l'exception des Secrets professionnels du docteur Apfelglück.

#### Télévision
- 1988 : Sueurs froides (série télévisée), épisodes Dernier Week-end et Le Chat et la Souris
- 1997 : Aventurier malgré lui (téléfilm) de Marc Rivière

### Comme producteur
- 1981 : Du blues dans la tête
- 2004 : Albert est méchant